# Hieronim Kajsiewicz
Hieronim Kajsiewicz (Giełgudyszki, Lituania, 7 de diciembre de 1812 - Roma, 26 de noviembre de 1873) fue un activista polaco de la Gran Emigración, escritor, sacerdote católico y uno de los fundadores de la Congregación de la Resurrección.

## Biografía
Hieronim Kajsiewicz nació la ciudad de Giełgudyszki (actualmente parte de Lituania, en tiempos de la Polonia bajo el Imperio ruso, en el seno de una familia de la baja nobleza polaca. Realizó sus primeros estudios en la ciudad de Raseiniai y estudió derecho y literatura en la Universidad de Varsovia. No terminó sus estudios a causa del Levantamiento de Noviembre de 1830 contra el dominio ruso, donde participó activamente, primero como guardia académico y luego como soldado. Tras la derrota polaca tuvo que huir a Francia. Conoció en París a Bogdan Jański, con quien fundó en 1835 la Sociedad Polaca con el fin de introducir los principios cristianos en la vida pública y privada de los polacos. Este proyecto terminó en fracaso, y Jański, junto a Kajsiewicz y otros jóvenes inmigrantes polacos, decidieron dar inicio a una congregación religiosa clerical dedicada al servicio de los polacos en la diáspora.
En 1840, Kajsiewicz fue enviado a Roma para estudiar la teología en el Collegio Romano. Al año siguiente es ordenado sacerdote y destacó como confesor y director espiritual de diversas personas influyentes en la sociedad e iglesia polaca, entre otros, fue confesor del poeta Cyprian Kamil Norwid, del conde Zygmunt Krasiński, considerado uno de los Tres Bardos polacos, y de la religiosa Józefa Karska, fundadora de la Congregación de las Hermanas de la Inmaculada Concepción de la Beata Virgen María. En la Pascua de 1842 él y sus compañeros profesaron sus votos como religiosos. Gracias a ese día es que el instituto por ellos fundado tomó el nombre de Congregación de la Resurrección.
En el campo de la literatura, Kajsiewicz es conocido porque un gran número de sus homilías, sermones y discursos fueron publicados en diversas revistas polacas, eclesiásticas y civiles, tales como Przeglądu Poznańskiego, Tygodnika Katolickiego y Głosu Kapłańskiego. Muchas de ellas fueron publicadas en varios volúmenes en 1845, en París, y entre 1870 y 1872 en Cracovia. Es también el compositor del himno de la Guardia Académica.

## Culto
La Congregación de la Resurrección ha hecho la petición para introducir la causa de beatificación y canonización de Hieronim Kajsiewicz. Su actual postulador es el sacerdote resurreccionista Andrzej Gieniusz. Estando su causa en curso, en la Iglesia católica recibe el título de siervo de Dios.